# Попешть (Келераш)
Попешть, Попешті (рум. Popești) — село у повіті Келераш в Румунії. Входить до складу комуни Васілаць.
Село розташоване на відстані 28 км на південний схід від Бухареста, 74 км на захід від Келераші.

## Населення
За даними перепису населення 2002 року у селі проживали 460 осіб, усі — румуни. Усі жителі села рідною мовою назвали румунську.